# Sinimäe
Sinimäe is een plaats in de Estlandse gemeente Narva-Jõesuu, provincie Ida-Virumaa. De plaats telt 415 inwoners (2021). en heeft de status van groter dorp of ‘vlek’ (Estisch: alevik). Tot in 2017 was het de hoofdplaats van de gemeente Vaivara (Vaivara vald). In dat jaar ging die gemeente op in de gemeente Narva-Jõesuu met als hoofdplaats de gelijknamige stad.
In Narva-Jõesuu ligt een natuurreservaat met de naam Vaivara maastikukaitseala. Het bestaat uit drie stukken grond, twee in Sinimäe en een in het dorp Mustanina.

## De Blauwe Bergen
Sinimäe ontleent zijn naam aan Sinimäed, de ‘Blauwe Bergen’. Dat zijn drie heuvels binnen het dorp, van west naar oost:
- Tornimägi, de ‘Torenberg’, 70 meter hoog. Hier stond ooit een wachttoren, gebouwd in opdracht van tsaar Peter de Grote tijdens de Grote Noordse Oorlog.
- Põrguaugu mägi, de ‘Hellemondberg’, ook wel Grenadierimägi, ‘Grenadierberg’, genoemd, 83 meter hoog. Tijdens de gevechten om de Tannenberglinie in 1944 vochten hier Duitse, Nederlandse en Estische grenadiers tegen het Rode Leger.
- Pargimägi, de ‘Parkberg’, ook wel Lastekodumägi, ‘Weeshuisberg’, genoemd, naar het park dat op het eind van de negentiende eeuw tegen de hellingen was aangelegd en het weeshuis dat bij de heuvel lag. Deze heuvel is met 85 meter de hoogste van de drie.[2]

## Geschiedenis
Sinimäe was tot in de jaren vijftig een deel van het dorp Vaivara. Vandaar dat het Vaivara vana kalmistu en het Vaivara uus kalmistu (het oude en nieuwe kerkhof van Vaivara, gesticht in respectievelijk 1782 en 1902) zich op het grondgebied van Sinimäe bevinden. Vaivara hoorde bij het gelijknamige landgoed, dat in 1499 voor het eerst werd vermeld. Het was in het bezit van Baltische Duitsers. Het bijbehorende landhuis, dat rond 1880 onder de toenmalige eigenaar baron Konstantin Korff zijn definitieve vorm kreeg, stond ook in het tegenwoordige Sinimäe. Korff liet ook het park tegen de hellingen van Pargimägi aanleggen. In 1919, toen Estland onafhankelijk was geworden, werd het landgoed onteigend. In het landhuis werd een weeshuis gevestigd. Het gebouw ging verloren in 1941 tijdens de Tweede Wereldoorlog, toen het Rode Leger op de terugtocht voor de oprukkende Duitse troepen het gebouw in brand stak en de kinderen meenam naar Rusland.
In februari 1944 werden Vaivara en de omliggende dorpen het toneel van felle gevechten tussen het oprukkende Rode Leger en de verliezende Duitsers, die tot in september zouden duren. Naar schatting kwamen daarbij 16.000 Duitsers en 44.000 Russen om. In de Blauwe Bergen was de Tannenberglinie ingericht, de verdedigingslinie nadat Narva gevallen was. Bij de gevechten rond deze verdedigingslijn, die zich afspeelden tussen 26 juli en 10 augustus 1944, werd een deel van Vaivara vrijwel totaal vernield. Het Rode Leger werd tijdelijk teruggeslagen, maar keerde in september terug.
Op Põrguaugu mägi is een gedenkplaats ingericht voor de gevallenen tijdens de gevechten rond de Tannenberglinie. In twee bijgebouwen van het landhuis Vaivara die bewaard zijn gebleven, de smidse en de graanschuur, is het Vaivara Sinimägede Muuseum gevestigd, een museum dat gewijd is aan de gevechten van 1944.
In de jaren vijftig werd op de ruïnes van Vaivara een nieuw dorp gebouwd. Dat werd Sinimäe.

## Foto’s

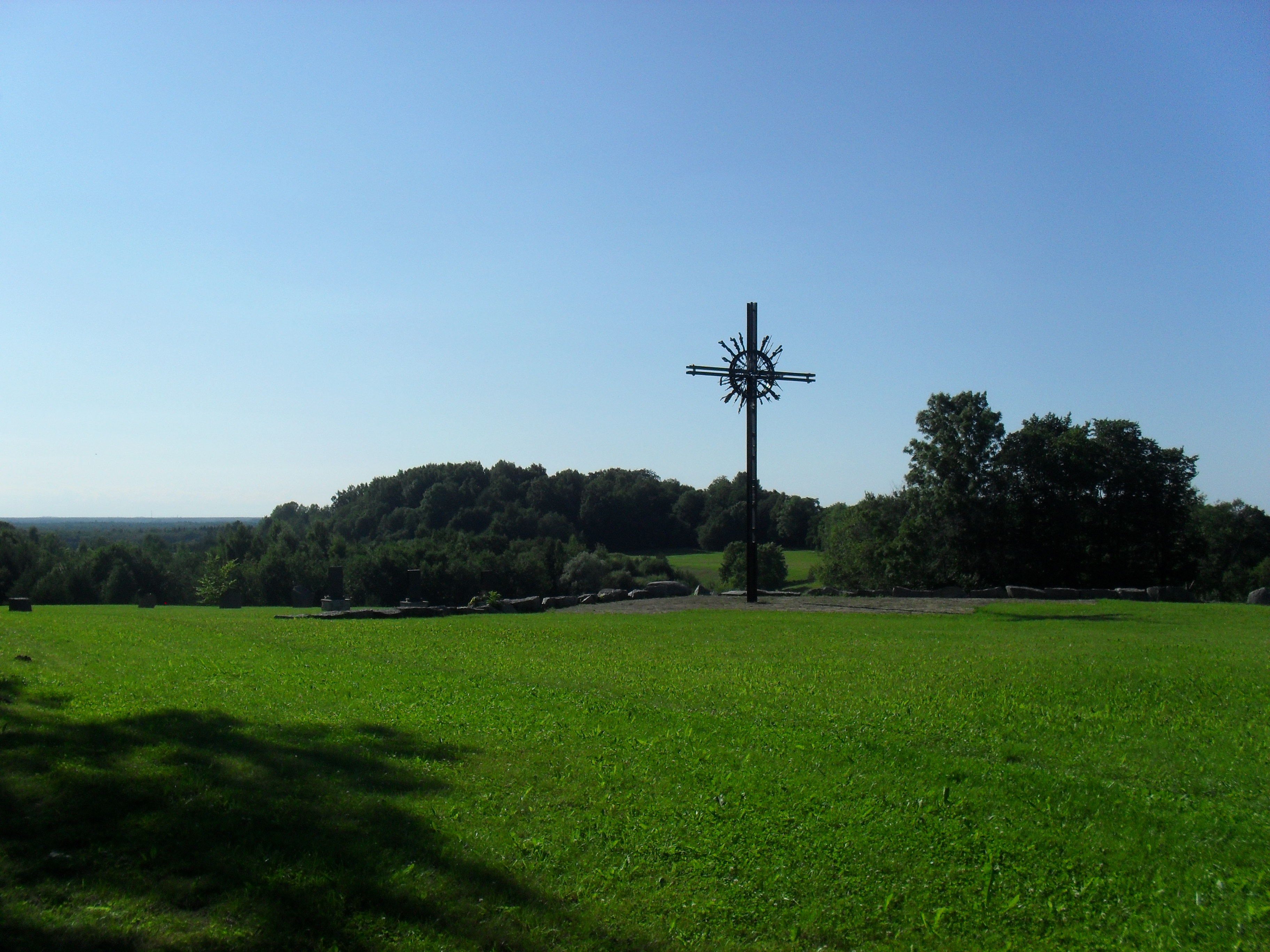
Gedenkplaats voor de gevallenen bij de gevechten rond de Tannenberglinie
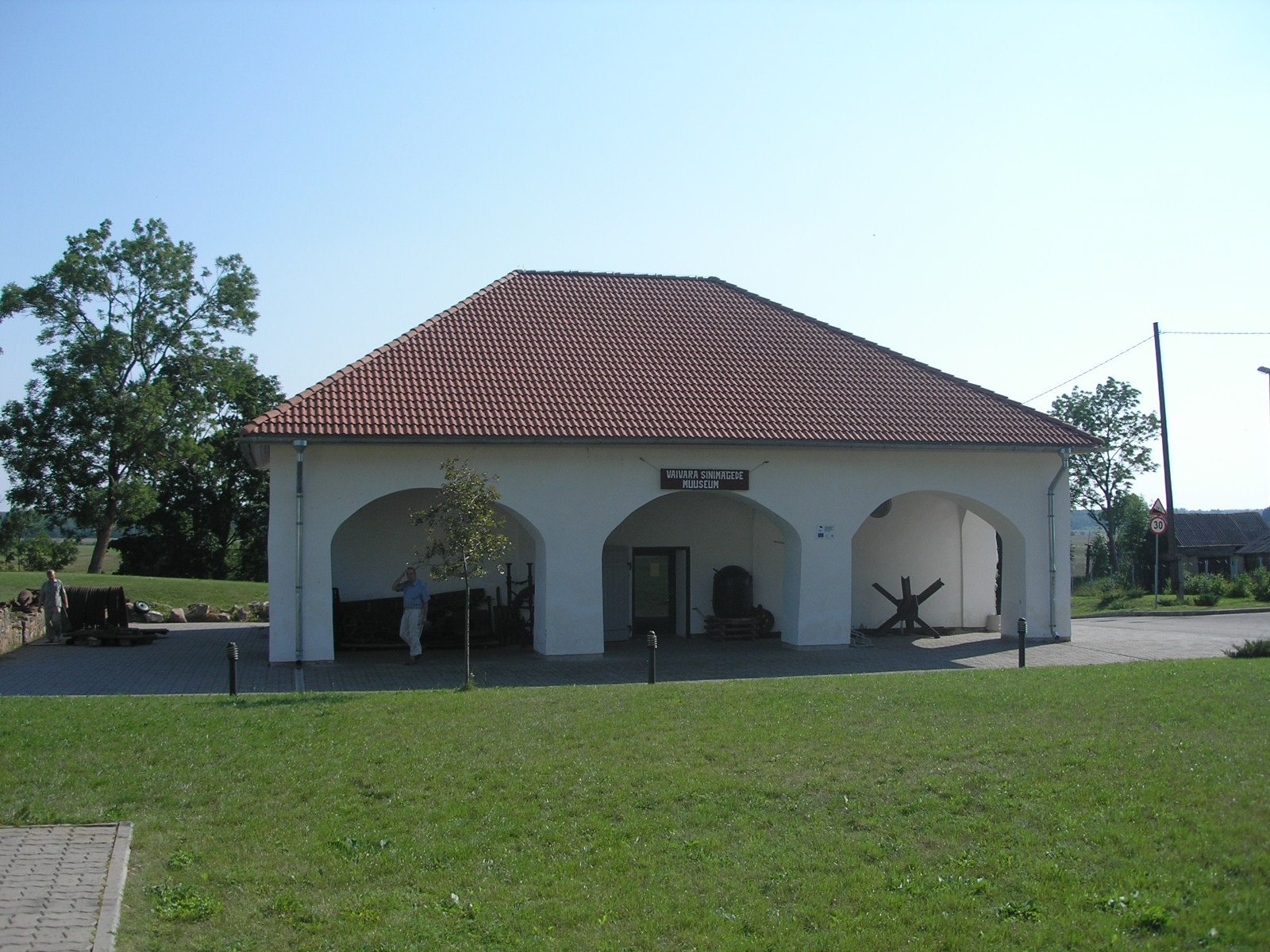
Het Vaivara Sinimägede Muuseum
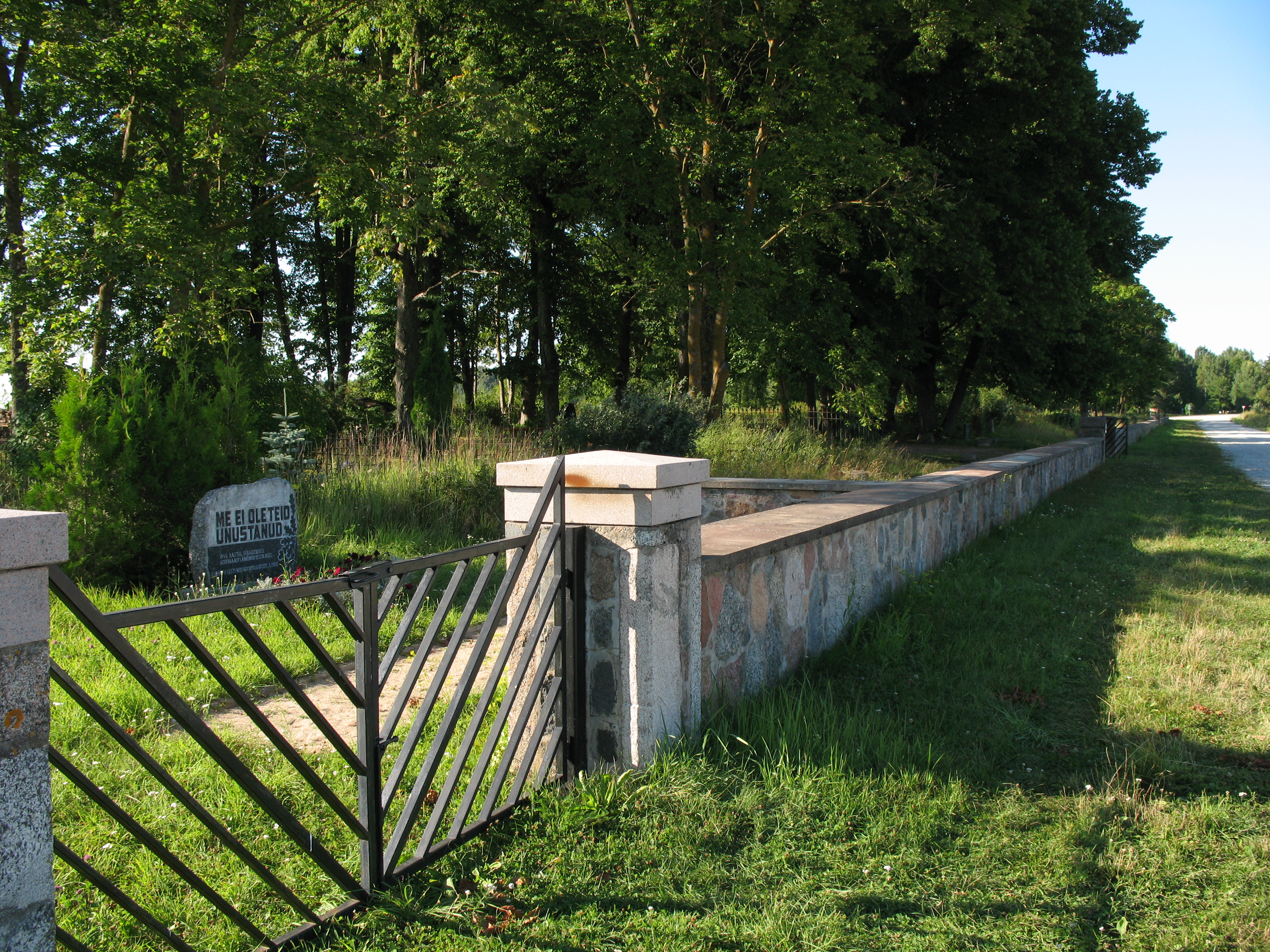
Ingang van het oude kerkhof van Vaivara
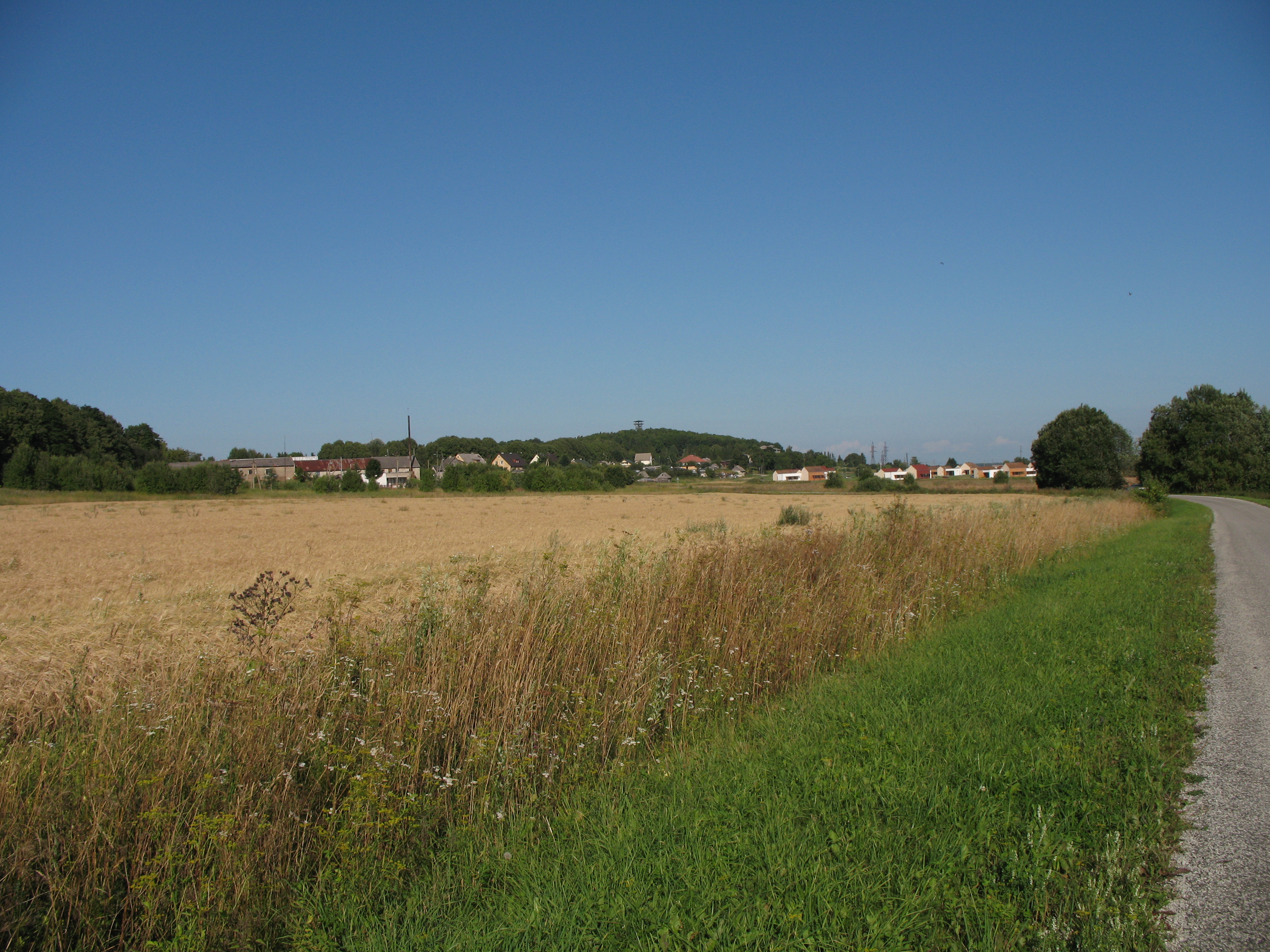
Gezicht op Sinimäe